# Constantin Hering
Constantin Hering (1 de janeiro de 1800 – 23 de julho de 1880) foi um médico alemão. É considerado o pai da homeopatia nos Estados Unidos. Quando era aluno, foi encarregado de dissertar uma tese contra a homeopatia. Mas, estudando criteriosamente decide mudar de opinião e apoiar fortemente a homeopatia, tornando-se homeopata.

## Obras
- Rise and Progress of Homoeopathy (Philadelphia, 1834)
- The homoeopathist (1835-1838)
- Condensed Materia Medica (1837)
- Effects of Snake Poison (1837)
- Guiding Symptoms and Analytical Therapeutics
- Domestic Physician (1851)
- American Drug Provings (vol. i., Leipsic, 1853)